# Damir Mirvić
Damir Mirvić (Foča, 30 november 1982) is een Bosnisch betaald voetballer die bij voorkeur in de verdediging speelt. Hij verruilde in 2007 KAA Gent voor KSV Roeselare en speelt sinds 2011 voor RCS Visé. Voordien speelde Mirvić bij de Bosnische clubs NK Jedinstvo Bihać en FK Sarajevo. Op 24 mei 2023 tekende Mirvic een langdurig contract bij FC Real Gantoise. Mirvic maakte zijn officiële debuut op 14 december 2024 in de match tegen Pink Flamingo's. Met een 5-1 overwinning en drie assists op zijn naam veroverde hij al de harten van de talrijke aanwezige fans. Hij was ook getuige van de eerste veldminuten van Jens Viaene, maar die kon alleen maar opvallen door het opeisen van de kapiteinsband. 
De Bosniër is transfervrij per 1 juli 2013. Hij was begin juli een week op proef bij VVV-Venlo, maar kon daar niet overtuigen in twee oefenwedstrijden. Mirvić kreeg te verstaan dat hij op zoek mocht naar een andere werkgever. Na een half seizoen zonder club, kwam hij in januari 2014 uiteindelijk bij SK Maldegem terecht. tot op heden speelt Mirvic bij KSCE Mariakerke

## Statistieken
| seizoen | club               | land                           | competitie         | wed. | goals |
| ------- | ------------------ | ------------------------------ | ------------------ | ---- | ----- |
| 2001/02 | NK Jedinstvo Bihać | Vlag van Bosnië en Herzegovina | Prva Liga BiH      | 7    | 1     |
| 2002/03 | FK Sarajevo        | Vlag van Bosnië en Herzegovina | Premijer Liga      | 11   | 1     |
| 2003/04 | FK Sarajevo        | Vlag van Bosnië en Herzegovina | Premijer Liga      | 24   | 3     |
| 2004/05 | FK Sarajevo        | Vlag van Bosnië en Herzegovina | Premijer Liga      | 10   | 0     |
| 2004/05 | KAA Gent           | Vlag van België                | Eerste Klasse      | 17   | 0     |
| 2005/06 | KAA Gent           | Vlag van België                | Eerste Klasse      | 17   | 0     |
| 2006/07 | KAA Gent           | Vlag van België                | Eerste Klasse      | 8    | 0     |
| 2007/08 | KSV Roeselare      | Vlag van België                | Eerste Klasse      | 31   | 1     |
| 2008/09 | KSV Roeselare      | Vlag van België                | Eerste Klasse      | 31   | 1     |
| 2009/10 | KSV Roeselare      | Vlag van België                | Eerste Klasse      | 28   | 1     |
| 2010/11 | KSV Roeselare      | Vlag van België                | Exqi League        | 33   | 2     |
| 2011/12 | RCS Visé           | Vlag van België                | Exqi League        | 31   | 0     |
| 2012/13 | RCS Visé           | Vlag van België                | Exqi League        | 29   | 0     |
| 2013/14 | SK Maldegem        | Vlag van België                | Eerste provinciale | 0    | 0     |
|         |                    |                                | Totaal             | 277  | 10    |